# ZDF
ZDF, acronimo di Zweites Deutsches Fernsehen (Seconda Televisione Tedesca, stilizzato come 2DF) è una televisione pubblica tedesca con sede a Magonza, nel Land della Renania-Palatinato. Essa opera come un'agenzia indipendente non a scopo di lucro stabilita da un contratto unitario tra i vari stati che compongono la Germania (Länder). ZDF è finanziata dal canone televisivo e dalla pubblicità. Il sistema televisivo pubblico tedesco vede inoltre un altro canale (il "primo"), a carattere nazionale: Das Erste di ARD (Arbeitsgemeinschaft der öffentlich-rechtlichen Rundfunkanstalten der Bundesrepublik Deutschland, cioè, l'Associazione delle emittenti pubbliche della Repubblica federale di Germania).

## Storia
L'emittente iniziò le trasmissioni il 1º aprile 1963 da Eschborn. Il canale trasmise il suo primo programma a colori nel 1967. Nel 1974 ZDF spostò la sua sede a Magonza-Lerchenberg, dopo essersi brevemente collocata a Wiesbaden.
A differenza dell'altra TV pubblica ARD, ZDF non ha affiliati e trasmette un segnale unico lungo tutti i ripetitori della Germania, i quali, a differenza di ARD, sono gestite da T-Systems, (una sussidiaria di Deutsche Telekom), un tempo delle Poste tedesche, pur mantenendo il carattere di TV pubblica. Prima della riunificazione della Germania, ZDF e ARD, posizionarono buona parte dei loro ripetitori in località che permettessero la copertura della Germania Est, dove i canali erano visti, sia pure illegalmente, dalla popolazione locale, tranne due aree a sud-est e nord-est.
ZDF è ritrasmessa anche via cavo sin dai giorni della sperimentazione della TV via cavo. Le prime trasmissioni a livello europeo irradiate su Astra 1C iniziarono nell'agosto 1993 durante la Internationale Funkausstellung (IFA - "International Broadcasting Exhibition") a Berlino. Nello stesso decennio, queste nuove tecnologie furono usate per iniziare le trasmissioni digitali di ZDF. Dal 2002 è possibile ricevere la ZDF, così come ARD e le altre maggiori televisioni attraverso la televisione digitale terrestre in ampie zone della Germania.
ZDF gestisce, in cooperazione con altri network, anche i canali:
- KiKA
- arte
- 3sat
- Funk

In digitale, sia via satellite che via etere (nella sola Germania) offre anche i canali del gruppo ZDFvision, che sono:
- ZDFneo (in passato ZDFdokukanal),
- ZDFinfo
- ZDFkultur, chiuso il 30 settembre 2016.

Oggi la ZDF è tra i maggiori network televisivi europei e viene captata anche dalla Svizzera, dall'Austria, e dal Trentino-Alto Adige.
Dall'inizio del 2018 il canale lascia definitivamente il satellite Hot Bird, inserendo al suo posto, nella frequenza occupata da ZDF, il canale Juwelo in versione tedesca dedicata alla vendita di gioielli. Rimane comunque visibile dal satellite Astra. La ZDF venne rappresentata da alcune mascotte animate, i Mainzelmännchen (letteralmente, gli elfi di Magonza), creati da Wolf Gerlach nel 1963, velocemente diventati così popolari da essere ancora visti in piccoli sketch prima, durante e alla fine delle interruzioni pubblicitarie.

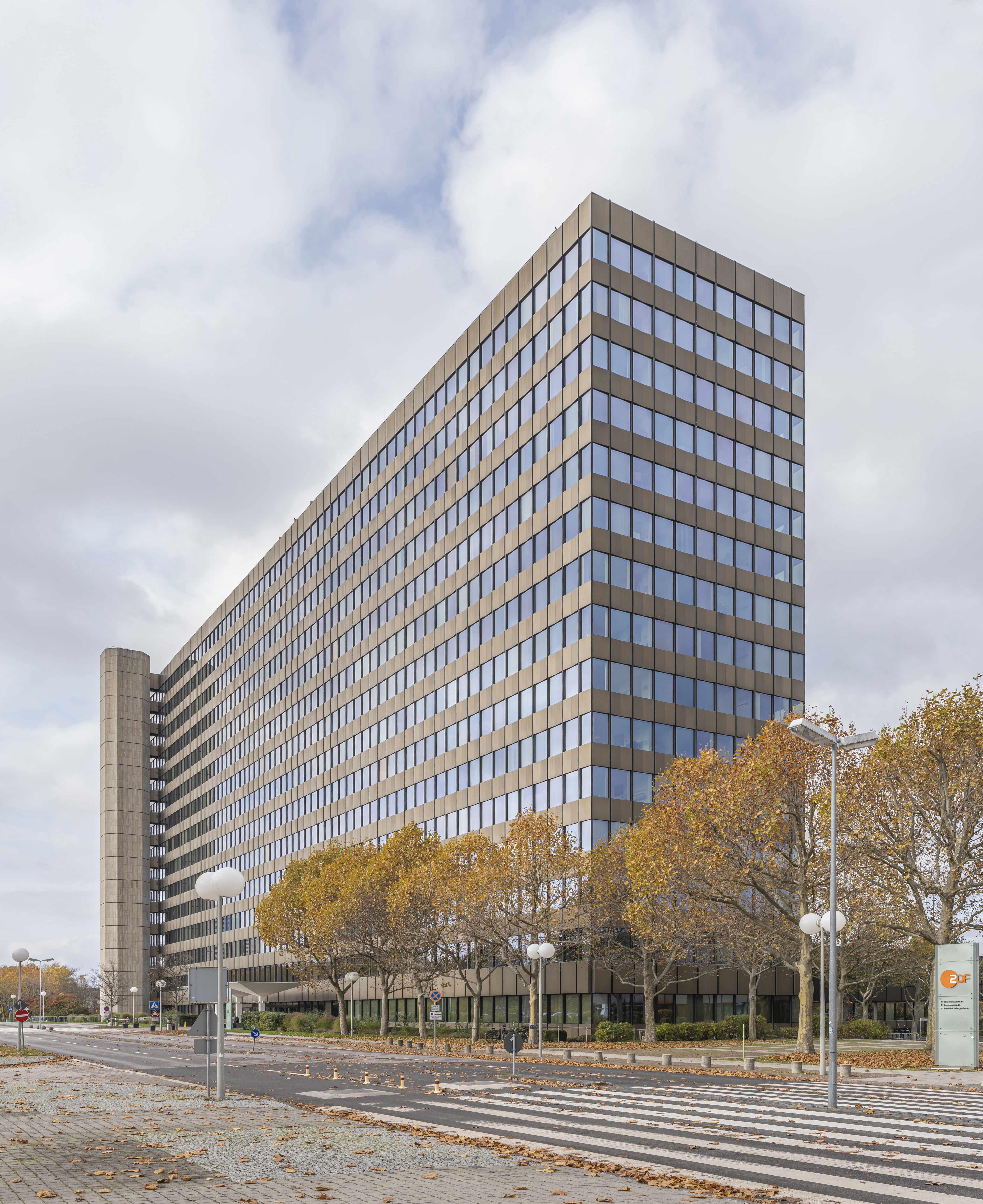
Sede della ZDF a Magonza

## Amministrazione
Dal punto di vista amministrativo, la ZDF è presieduta da un direttore generale (Intendant), eletto dal consiglio d'amministrazione dell'emittente, la cui composizione è determinata di volta in volta dalle "aziende rilevanti dal punto di vista societario" nominate nel contratto ZDF.
La recente riforma della presente televisione pubblica tedesca è un esempio di nuova partecipazione sociale che rinsalda l'autonomia del servizio pubblico contro i partiti e i governi. Adottata dai governatori dei Länder a seguito della sentenza della Corte Costituzionale che afferma che “la radiotelevisione dovrebbe operare il più lontano possibile dallo Stato e riflettere la diversità e la vastità della società”, la "riforma, nel nuovo consiglio della Televisione, ha ridotto a 20 i rappresentanti di espressione politica (su 60 membri in totale; in precedenza erano 34 su 77), ha previsto la presenza di 24 rappresentanti di associazioni di ogni genere e di un membro per ciascuno Stato federale (16), scelto anche tra le associazioni più rappresentative in ognuno di questi. Va ricordato che il consiglio di amministrazione non solo fornisce un parere sull'offerta audiovisiva ma agisce anche come garante degli
utenti e sceglie, con voto segreto, il direttore generale".

### Presidenti

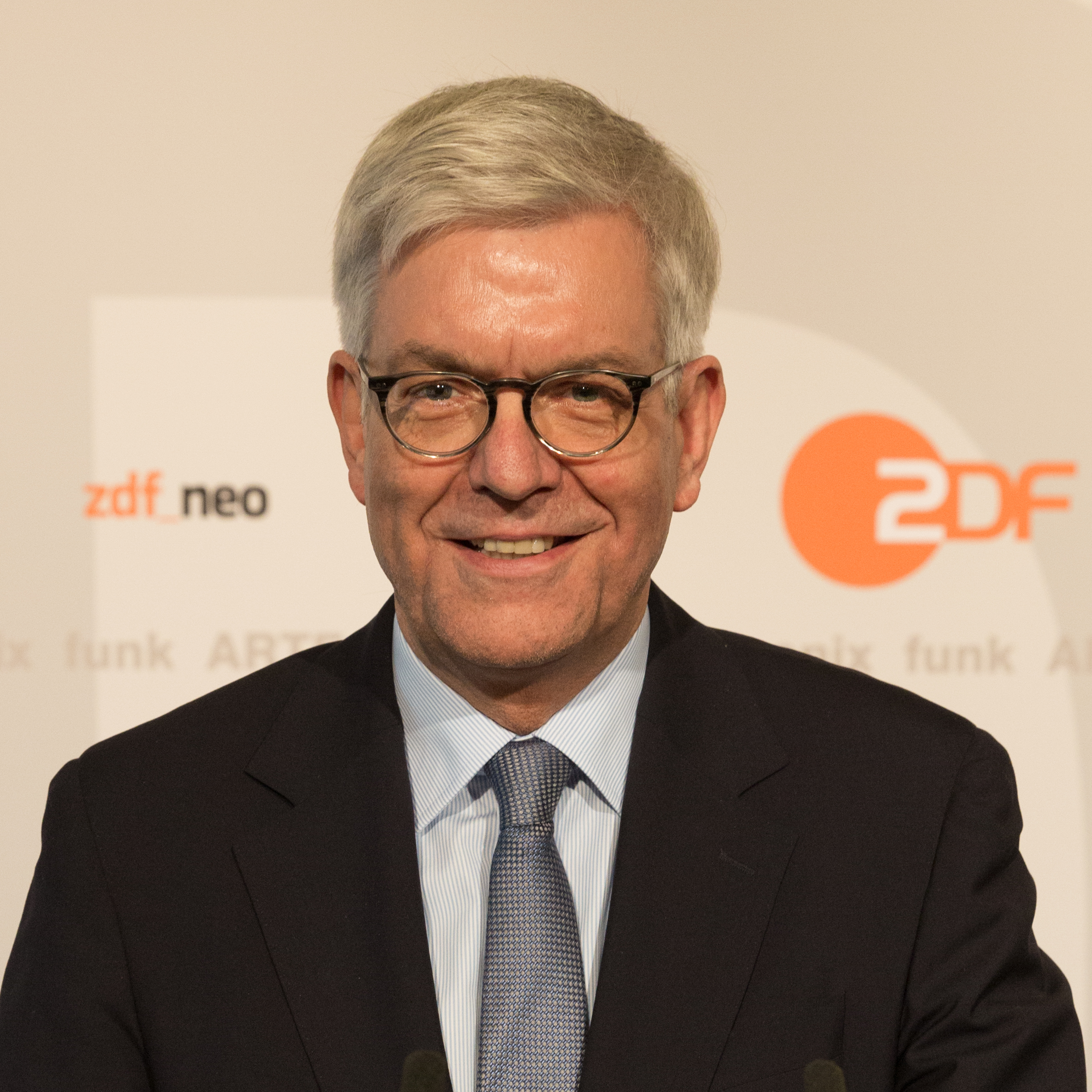
Thomas Bellut

- 1963 - 1977: Karl Holzamer
- 1977 - 1982: Karl-Günter von Hase
- 1982 - 2002: Dieter Stolte
- 2002 - 2012: Markus Schächter
- dal 2012: Thomas Bellut

## Programmi
- Aktenzeichen XY... ungelöst
- Un caso per due
- Heute - telegiornale
- Der Alte
- Veronica Mars
- Wetten, dass..?
- Bianca
- Julia - La strada per la felicità
- La strada per la felicità
- Alisa - Segui il tuo cuore
- Wege zum Glück - Spuren im Sand (spostata su ZDFneo)
- Helen Dorn
- Amiche nemiche

ZDF inoltre detiene i diritti per la trasmissione delle partite della UEFA Champions League.

### Pubblicità
Come Das Erste, ZDF può trasmettere pubblicità solo fino alle 20:00 nei giorni feriali in accordo con il Trattato di Radiodiffusione Interstatale, per un massimo di 20 minuti al giorno ed esclusivamente nel programma principale. Al contrario, non vi è pubblicità in onda la domenica e nei giorni festivi. Dall'inizio della pubblicità su ZDF, i singoli spot pubblicitari erano intervallati dai Mainzelmännchen. Con la modifica del Trattato di Radiodiffusione Interstatale, la distinzione tra pubblicità e altre promozioni è stata quasi completamente abolita, per cui non ci sono promozioni sulla televisione pubblica dopo le 20:00 o nei giorni festivi dal gennaio 2013.

## Conduttori principali

### Giornalisti e commentatori sportivi
- Béla Réthy
- Oliver Schmidt

## Altri canali
- ZDFneo - target 18-45 anni
- ZDFinfo - informazione e documentari
- KiKA - canale per bambini coprodotto con ARD
- Arte - canale culturale coprodotto con ARD
- 3sat - canale culturale coprodotto con ARD, ORF e SRF
- Phoenix - canale di eventi coprodotto con ARD
- FUNK - canale giovanile coprodotto con ARD

## Ricezione in Italia
I programmi ZDF sono ricevibili gratuitamente, anche in HD, solo dal satellite Astra in posizione 19,2° Est.

## Loghi

dal 1963 fino al 1987
dal 1987 al 1992
dal 1992 fino a Giugno 2001
Da Giugno 2001